# آفتاب‌پرست (صورت فلکی)
آفتاب‌پرست صورت فلکی کوچکی در آسمان جنوبی است.

این صورت فلکی یکی از دوازده صورت فلکی بود که توسط پیتر دیرکسون کیسر و فردریک دی هاتمن در میان سال‌های ۱۵۹۵ و ۱۵۹۷ ایجاد شد و اولین بار در آسمانسنجی جوئان بایر در ۱۶۰۳ پدیدار شد.